# Mapania sumatrana
Mapania sumatrana là loài thực vật có hoa trong họ Cói. Loài này được (Miq.) Benth. mô tả khoa học đầu tiên năm 1878.